# Papagomys
A Papagomys az emlősök (Mammalia) osztályának a rágcsálók (Rodentia) rendjébe, ezen belül az egérfélék (Muridae) családjába tartozó nem.

## Rendszerezés
A nembe az alábbi 2 faj tartozik:
- Papagomys armandvillei Jentink, 1892 - típusfaj
- †Verhoeven óriás falakópatkány (Papagomys theodorverhoeveni) Musser, 1981